# Großer Preis von Brasilien 1987
Der Große Preis von Brasilien 1987 (offiziell 16º Grande Premio do Brasil) fand am 12. April auf dem Jacarepaguá Circuit in Rio de Janeiro statt und war das erste Rennen der Formel-1-Weltmeisterschaft 1987.

## Berichte

### Hintergrund
Da Keke Rosberg seine Formel-1-Karriere zum Ende der Saison 1986 beendete, wurde ein Platz an der Seite des amtierenden Weltmeisters Alain Prost bei McLaren frei. Dieser wurde mit Stefan Johansson besetzt, der von der Scuderia Ferrari zugunsten von Gerhard Berger entlassen worden war. Dessen ehemaligen Platz bei Benetton nahm Thierry Boutsen ein. Das Team übernahm zudem nach dem Ausstieg des Haas-Lola-Teams den Motoren-Vertrag mit Ford-Cosworth. Der japanische Motorenhersteller Honda, der zuvor mit Williams nur ein Team ausgestattet hatte, belieferte fortan auch das Team Lotus und ermöglichte dem Japaner Satoru Nakajima sein Formel-1-Debüt an der Seite von Ayrton Senna. Neben Nakajima gab es mit Pascal Fabre bei AGS und Adrián Campos bei Minardi zwei weitere Debütanten an diesem Wochenende.
Jonathan Palmer wechselte von Zakspeed zu Tyrrell. Martin Brundle besetzte im Gegenzug das ehemalige Cockpit seines Landsmannes. Christian Danner wurde als zweiter Stammfahrer des nach wie vor einzigen deutschen Teams unter Vertrag genommen. Mit March kehrte ein großer Name in die Formel 1 zurück. Das Team trat allerdings offiziell unter der Bezeichnung des Hauptsponsors Leyton House an. Zum Einsatz kam ein modifizierter Formel-3000-Rennwagen, der von Ivan Capelli pilotiert wurde.
Renault lieferte keine Motoren mehr. Auch BMW reduzierte sein Formel-1-Engagement deutlich. Bei Arrows kamen weiterentwickelte BMW-Motoren des Vorjahres unter der Bezeichnung Megatron zum Einsatz. Lediglich Brabham erhielt weiterhin Werksunterstützung durch das bayerische Unternehmen. Bei Ligier sollte ursprünglich der neu konstruierte 415T-Turbomotor von Alfa Romeo eingesetzt werden. Aufgrund von vertraglichen Problemen mit dem neuen Eigentümer Fiat S.p.A. kam dies jedoch nicht zustande; Alfa Romeo beendete die Zusammenarbeit am 27. März 1987. Das französische Team musste daraufhin auf das Auftaktrennen verzichten, da die Rennwagen für den Einbau von Megatron-Motoren umgerüstet werden mussten.
Da die Leistung der Turbomotoren aus Sicherheits- und Kostengründen weiter reduziert wurde, griffen einige Teams bereits wieder auf konventionelle Saugmotoren von Ford-Cosworth zurück. Diese durften einen Hubraum von 3500 Kubikzentimetern aufweisen. Cosworth war in diesem Jahr der einzige Anbieter von Saugmotoren. Der Cosworth DFZ war eine Weiterentwicklung des DFV von 1967.
Nach dem Rückzug von Pirelli war Goodyear fortan für zwei Jahre alleiniger Reifenlieferant der Formel 1.

### Training
Die beiden Williams-Piloten Nigel Mansell und Nelson Piquet qualifizierten sich mit gegenüber den schnellsten Konkurrenten um fast zwei Sekunden kürzeren Rundenzeiten überlegen für die erste Startreihe vor Senna, Teo Fabi, Prost und Boutsen.

### Rennen
Nach mehreren Motorschäden im Training und während des Warm-up standen dem March-Team keine Ersatzaggregate mehr zur Verfügung, sodass nur 22 Fahrzeuge ins Rennen starteten.
Während Piquet die Führung übernahm, fiel Mansell auf den fünften Rang hinter Senna, Fabi und Boutsen zurück. Bis zur dritten Runde gelangte er jedoch wieder bis auf den dritten Platz nach vorn. Campos wurde nach drei gefahrenen Runden disqualifiziert, da er mit Verspätung in die Einführungsrunde gestartet war und sich anschließend nicht ans Ende des Starterfeldes begeben, sondern wieder seinen ursprünglichen Startplatz eingenommen hatte.
In der siebten Runde musste Piquet die Box ansteuern, da sich Papier in den Kühleinlässen seines Wagens verfangen hatte. Senna gelangte dadurch in Führung. Piquet kehrte als Zwölfter auf die Strecke zurück. Kurz darauf mussten auch die Kühlöffnungen des zweiten Williams FW11B von Mansell an der Box gereinigt werden.
Durch einen Boxenstopp von Senna übernahm Prost für vier Runden die Spitzenposition, bis sich Piquet durch das Feld hindurch wieder nach vorn gekämpft hatte. Als dieser in Runde 21 seinen zweiten Stopp absolvierte, übernahm wiederum Alain Prost die Führung und verteidigte sie fortan bis ins Ziel. Piquet wurde Zweiter vor Prosts neuem Teamkollegen Johansson sowie Berger, Boutsen und Mansell, den ein Reifenschaden zwischenzeitlich noch einmal auf den neunten Platz zurückgeworfen hatte.

## Meldeliste
| Team                           | Nr. | Fahrer             | Chassis        | Motor                         | Reifen |
| ------------------------------ | --- | ------------------ | -------------- | ----------------------------- | ------ |
| Marlboro McLaren International | 01  | Alain Prost        | McLaren MP4/3  | TAG/Porsche TTE PO1 1.5 V6t   | G      |
| Marlboro McLaren International | 02  | Stefan Johansson   | McLaren MP4/3  | TAG/Porsche TTE PO1 1.5 V6t   | G      |
| Data General Team Tyrrell      | 03  | Jonathan Palmer    | Tyrrell DG016  | Ford Cosworth DFZ 3.5 V8      | G      |
| Data General Team Tyrrell      | 04  | Philippe Streiff   | Tyrrell DG016  | Ford Cosworth DFZ 3.5 V8      | G      |
| Canon Williams Honda Team      | 05  | Nigel Mansell      | Williams FW11B | Honda RA167E 1.5 V6t          | G      |
| Canon Williams Honda Team      | 06  | Nelson Piquet      | Williams FW11B | Honda RA167E 1.5 V6t          | G      |
| Motor Racing Developments      | 07  | Riccardo Patrese   | Brabham BT56   | BMW M12/13 1.5 L4t            | G      |
| Motor Racing Developments      | 08  | Andrea de Cesaris  | Brabham BT56   | BMW M12/13 1.5 L4t            | G      |
| West Zakspeed Racing           | 09  | Martin Brundle     | Zakspeed 861   | Zakspeed 1500/4 1.5 L4t       | G      |
| West Zakspeed Racing           | 10  | Christian Danner   | Zakspeed 861   | Zakspeed 1500/4 1.5 L4t       | G      |
| Camel Team Lotus Honda         | 11  | Satoru Nakajima    | Lotus 99T      | Honda RA166E 1.5 V6t          | G      |
| Camel Team Lotus Honda         | 12  | Ayrton Senna       | Lotus 99T      | Honda RA166E 1.5 V6t          | G      |
| Team El Charro AGS             | 14  | Pascal Fabre       | AGS JH22       | Ford Cosworth DFZ 3.5 V8      | G      |
| Leyton House March Racing Team | 16  | Ivan Capelli       | March 87P      | Ford Cosworth DFZ 3.5 V8      | G      |
| USF&G Arrows Megatron          | 17  | Derek Warwick      | Arrows A10     | Megatron M12/13 1.5 L4t       | G      |
| USF&G Arrows Megatron          | 18  | Eddie Cheever      | Arrows A10     | Megatron M12/13 1.5 L4t       | G      |
| Benetton Formula Ltd           | 19  | Teo Fabi           | Benetton B187  | Ford Cosworth GBA 1.5 V6 t    | G      |
| Benetton Formula Ltd           | 20  | Thierry Boutsen    | Benetton B187  | Ford Cosworth GBA 1.5 V6 t    | G      |
| Osella Squadra Corse           | 21  | Alex Caffi         | Osella FA1G    | Alfa Romeo 890T 1.5 V8t       | G      |
| Minardi F1 Team                | 23  | Adrián Campos      | Minardi M186   | Motori Moderni 615-90 1.5 V6t | G      |
| Minardi F1 Team                | 24  | Alessandro Nannini | Minardi M186   | Motori Moderni 615-90 1.5 V6t | G      |
| Scuderia Ferrari SpA SEFAC     | 27  | Michele Alboreto   | Ferrari F1/87  | Ferrari 033D 1.5 V6t          | G      |
| Scuderia Ferrari SpA SEFAC     | 28  | Gerhard Berger     | Ferrari F1/87  | Ferrari 033D 1.5 V6t          | G      |

## Klassifikationen

### Qualifying
| Pos. | Fahrer             | Konstrukteur           | 1. Qualifikationstraining | 1. Qualifikationstraining | 2. Qualifikationstraining | 2. Qualifikationstraining | Start |
| Pos. | Fahrer             | Konstrukteur           | Zeit                      | Ø-Geschwindigkeit         | Zeit                      | Ø-Geschwindigkeit         | Start |
| ---- | ------------------ | ---------------------- | ------------------------- | ------------------------- | ------------------------- | ------------------------- | ----- |
| 01   | Nigel Mansell      | Williams-Honda         | 1:27,901                  | 206,045 km/h              | 1:26,128                  | 210,287 km/h              | 01    |
| 02   | Nelson Piquet      | Williams-Honda         | 1:27,822                  | 206,231 km/h              | 1:26,567                  | 209,221 km/h              | 02    |
| 03   | Ayrton Senna       | Lotus-Honda            | 1:29,002                  | 203,497 km/h              | 1:28,408                  | 204,864 km/h              | 03    |
| 04   | Teo Fabi           | Benetton-Ford          | 1:30,439                  | 200,263 km/h              | 1:28,417                  | 204,843 km/h              | 04    |
| 05   | Alain Prost        | McLaren-TAG-Porsche    | 1:29,522                  | 202,315 km/h              | 1:29,175                  | 203,102 km/h              | 05    |
| 06   | Thierry Boutsen    | Benetton-Ford          | 1:30,166                  | 200,870 km/h              | 1:29,450                  | 202,477 km/h              | 06    |
| 07   | Gerhard Berger     | Ferrari                | 1:31,444                  | 198,062 km/h              | 1:30,357                  | 200,445 km/h              | 07    |
| 08   | Derek Warwick      | Arrows-Megatron        | 1:32,531                  | 195,735 km/h              | 1:30,467                  | 200,201 km/h              | 08    |
| 09   | Michele Alboreto   | Ferrari                | 1:31,218                  | 198,553 km/h              | 1:30,468                  | 200,199 km/h              | 09    |
| 10   | Stefan Johansson   | McLaren-TAG-Porsche    | 1:31,343                  | 198,281 km/h              | 1:30,476                  | 200,181 km/h              | 10    |
| 11   | Riccardo Patrese   | Brabham-BMW            | 1:32,001                  | 196,863 km/h              | 1:31,179                  | 198,638 km/h              | 11    |
| 12   | Satoru Nakajima    | Lotus-Honda            | 1:34,445                  | 191,769 km/h              | 1:32,276                  | 196,276 km/h              | 12    |
| 13   | Andrea de Cesaris  | Brabham-BMW            | 1:32,402                  | 196,009 km/h              | 1:34,115                  | 192,441 km/h              | 13    |
| 14   | Eddie Cheever      | Arrows-Megatron        | 1:33,084                  | 194,573 km/h              | 1:32,769                  | 195,233 km/h              | 14    |
| 15   | Alessandro Nannini | Minardi-Motori Moderni | 1:33,980                  | 192,718 km/h              | 1:33,729                  | 193,234 km/h              | 15    |
| 16   | Adrián Campos      | Minardi-Motori Moderni | keine Zeit                | –                         | 1:33,825                  | 193,036 km/h              | 16    |
| 17   | Christian Danner   | Zakspeed               | 1:36,178                  | 188,313 km/h              | 1:35,212                  | 190,224 km/h              | 17    |
| 18   | Jonathan Palmer    | Tyrrell-Ford           | 1:37,488                  | 185,783 km/h              | 1:36,091                  | 188,484 km/h              | 18    |
| 19   | Martin Brundle     | Zakspeed               | 1:37,235                  | 186,266 km/h              | 1:36,160                  | 188,349 km/h              | 19    |
| 20   | Philippe Streiff   | Tyrrell-Ford           | 1:38,822                  | 183,275 km/h              | 1:36,274                  | 188,126 km/h              | 20    |
| 21   | Alex Caffi         | Osella-Alfa Romeo      | 1:39,931                  | 181,241 km/h              | 1:38,770                  | 183,371 km/h              | 21    |
| 22   | Pascal Fabre       | AGS-Ford               | 1:44,126                  | 173,939 km/h              | 1:39,816                  | 181,450 km/h              | 22    |
| 23   | Ivan Capelli       | March-Ford             | 1:43,580                  | 174,856 km/h              | 2:02,966                  | 147,289 km/h              | DNS   |

### Rennen
| Pos. | Fahrer             | Konstrukteur           | Runden | Stopps | Zeit        | Start | Schnellste Runde |
| ---- | ------------------ | ---------------------- | ------ | ------ | ----------- | ----- | ---------------- |
| 01   | Alain Prost        | McLaren-TAG-Porsche    | 61     | 1      | 1:39:45,141 | 05    | 1:35,811 (45.)   |
| 02   | Nelson Piquet      | Williams-Honda         | 61     | 2      | + 40,547    | 02    | 1:33,861 (42.)   |
| 03   | Stefan Johansson   | McLaren-TAG-Porsche    | 61     | 0      | + 56,758    | 10    | 1:35,299 (43.)   |
| 04   | Gerhard Berger     | Ferrari                | 61     | 2      | + 1:39,235  | 07    | 1:35,769 (54.)   |
| 05   | Thierry Boutsen    | Benetton-Ford          | 60     | 1      | + 1 Runde   | 06    | 1:35,737 (50.)   |
| 06   | Nigel Mansell      | Williams-Honda         | 60     | 2      | + 1 Runde   | 01    | 1:34,602 (49.)   |
| 07   | Satoru Nakajima    | Lotus-Honda            | 59     | 0      | + 2 Runden  | 12    | 1:38,482 (40.)   |
| 08   | Michele Alboreto   | Ferrari                | 58     | 1      | DNF         | 09    | 1:35,773 (37.)   |
| 09   | Christian Danner   | Zakspeed               | 58     | 1      | + 3 Runden  | 17    | 1:40,112 (38.)   |
| 10   | Jonathan Palmer    | Tyrrell-Ford           | 58     | 0      | + 3 Runden  | 18    | 1:41,495 (26.)   |
| 11   | Philippe Streiff   | Tyrrell-Ford           | 57     | 0      | + 4 Runden  | 20    | 1:43,049 (23.)   |
| 12   | Pascal Fabre       | AGS-Ford               | 55     | 0      | + 6 Runden  | 22    | 1:43,129 (27.)   |
| –    | Eddie Cheever      | Arrows-Megatron        | 52     | 0      | DNF         | 14    | 1:33,978 (48.)   |
| –    | Ayrton Senna       | Lotus-Honda            | 50     | 1      | DNF         | 03    | 1:35,312 (48.)   |
| –    | Riccardo Patrese   | Brabham-BMW            | 48     | 0      | DNF         | 11    | 1:36,846 (44.)   |
| –    | Andrea de Cesaris  | Brabham-BMW            | 21     | 0      | DNF         | 13    | 1:38,194 (19.)   |
| –    | Derek Warwick      | Arrows-Megatron        | 20     | 0      | DNF         | 08    | 1:36,553 (18.)   |
| –    | Alex Caffi         | Osella-Alfa Romeo      | 20     | 0      | DNF         | 21    | 1:44,130 (03.)   |
| –    | Alessandro Nannini | Minardi-Motori Moderni | 17     | 0      | DNF         | 15    | 1:39,108 (16.)   |
| –    | Martin Brundle     | Zakspeed               | 15     | 0      | DNF         | 19    | 1:40,683 (04.)   |
| –    | Teo Fabi           | Benetton-Ford          | 9      | 0      | DNF         | 04    | 1:36,511 (05.)   |
| DSQ  | Adrián Campos      | Minardi-Motori Moderni | 3      | 0      | –           | 16    | 1:40,714 (02.)   |

## WM-Stände nach dem Rennen
Die ersten sechs des Rennens bekamen 9, 6, 4, 3, 2 bzw. 1 Punkt(e).  In der Fahrerwertung wurden die besten elf Resultate, in der Konstrukteurswertung alle Resultate gewertet.

### Fahrerwertung
| Pos. | Fahrer           | Konstrukteur        | Punkte |
| ---- | ---------------- | ------------------- | ------ |
| 01   | Alain Prost      | McLaren-TAG-Porsche | 9      |
| 02   | Nelson Piquet    | Williams-Honda      | 6      |
| 03   | Stefan Johansson | McLaren-TAG-Porsche | 4      |
| 04   | Gerhard Berger   | Ferrari             | 3      |
| 05   | Thierry Boutsen  | Benetton-Ford       | 2      |
| 06   | Nigel Mansell    | Williams-Honda      | 1      |
| 07   | Satoru Nakajima  | Lotus-Honda         | 0      |
| 08   | Michele Alboreto | Ferrari             | 0      |
| 09   | Christian Danner | Zakspeed            | 0      |
| 10   | Jonathan Palmer  | Tyrrell-Ford        | 0      |
| 11   | Philippe Streiff | Tyrrell-Ford        | 0      |

| Pos. | Fahrer             | Konstrukteur           | Punkte |
| ---- | ------------------ | ---------------------- | ------ |
| 12   | Pascal Fabre       | AGS-Ford               | 0      |
| –    | Eddie Cheever      | Arrows-Megatron        | 0      |
| –    | Ayrton Senna       | Lotus-Honda            | 0      |
| –    | Riccardo Patrese   | Brabham-BMW            | 0      |
| –    | Andrea de Cesaris  | Brabham-BMW            | 0      |
| –    | Derek Warwick      | Arrows-Megatron        | 0      |
| –    | Alex Caffi         | Osella-Alfa Romeo      | 0      |
| –    | Alessandro Nannini | Minardi-Motori Moderni | 0      |
| –    | Martin Brundle     | Zakspeed               | 0      |
| –    | Teo Fabi           | Benetton-Ford          | 0      |

### Konstrukteurswertung
| Pos. | Konstrukteur        | Punkte |
| ---- | ------------------- | ------ |
| 01   | McLaren-TAG-Porsche | 13     |
| 02   | Williams-Honda      | 7      |
| 03   | Ferrari             | 3      |
| 04   | Benetton-Ford       | 2      |
| 05   | Lotus-Honda         | 0      |
| 06   | Zakspeed            | 0      |

| Pos. | Konstrukteur           | Punkte |
| ---- | ---------------------- | ------ |
| 07   | Tyrrell-Ford           | 0      |
| –    | AGS-Ford               | 0      |
| –    | Arrows-Megatron        | 0      |
| –    | Brabham-BMW            | 0      |
| –    | Osella-Alfa Romeo      | 0      |
| –    | Minardi-Motori Moderni | 0      |